# 呉允謙
呉 允謙（オ・ユンギョム、1559年 - 1636年）は李氏朝鮮の文臣。字は汝益、号は楸灘、土塘、諡号は忠簡。本貫は海州呉氏。
1597年に科挙に及第後、忠清道や江原道の観察使等を歴任した。元和3年（1617年）、朝鮮通信使の正使として、大坂の陣平定の祝賀などのために来日し、伏見城で将軍徳川秀忠と会見した。文禄・慶長の役の際にり日本に連行された捕虜の帰国問題などを話しあったが難航し、この体験を『東槎上日録』に著した。
朋党政治においては老論派に属し、仁祖反正の後は仁祖に重用され、司憲府大司憲や吏曹判書を務めた後、1626年に右議政、1627年に左議政、1628年に領議政に上った。